# 송도역 (안주)
송도역(松道驛)은 평안남도 안주시에 있는 남흥선과 구봉산선의 역이다. 특이한 점은 남흥선이 이 역을 기점으로 구봉산선과 X자로 교차한다는 것이다.